# Symplecta (Psiloconopa) sparsa
Symplecta (Psiloconopa) sparsa is een tweevleugelige uit de familie steltmuggen (Limoniidae). De soort komt voor in het Nearctisch gebied.